# Lista di asteroidi (804001-805000)
Di seguito una lista di asteroidi dal numero 804001  al 805000 con data di scoperta e scopritore.

## 804001–804100
| Nome   | Designazione provvisoria | Data di scoperta  | Scopritore          |
| ------ | ------------------------ | ----------------- | ------------------- |
| 804001 | 2015 TQ403               | 8 ottobre 2015    | Pan-STARRS          |
| 804002 | 2015 TB404               | 3 ottobre 2015    | Pan-STARRS          |
| 804003 | 2015 TT409               | 9 ottobre 2015    | Pan-STARRS          |
| 804004 | 2015 TX409               | 9 ottobre 2015    | Pan-STARRS          |
| 804005 | 2015 TY410               | 15 ottobre 2015   | Pan-STARRS          |
| 804006 | 2015 TS411               | 9 ottobre 2015    | PMO NEO             |
| 804007 | 2015 TG412               | 13 ottobre 2015   | Pan-STARRS          |
| 804008 | 2015 TZ412               | 12 ottobre 2015   | Pan-STARRS          |
| 804009 | 2015 TE417               | 8 ottobre 2015    | Pan-STARRS          |
| 804010 | 2015 TG418               | 10 ottobre 2015   | Pan-STARRS          |
| 804011 | 2015 TK419               | 10 ottobre 2015   | Pan-STARRS          |
| 804012 | 2015 TF421               | 10 ottobre 2015   | Pan-STARRS          |
| 804013 | 2015 TZ427               | 10 ottobre 2015   | Pan-STARRS          |
| 804014 | 2015 TP428               | 13 ottobre 2015   | Pan-STARRS          |
| 804015 | 2015 TU429               | 9 ottobre 2015    | Pan-STARRS          |
| 804016 | 2015 TR430               | 10 ottobre 2015   | Pan-STARRS          |
| 804017 | 2015 TS431               | 10 ottobre 2015   | Pan-STARRS          |
| 804018 | 2015 TW432               | 9 ottobre 2015    | Pan-STARRS          |
| 804019 | 2015 TC433               | 12 ottobre 2015   | Pan-STARRS          |
| 804020 | 2015 TB443               | 10 ottobre 2015   | Pan-STARRS          |
| 804021 | 2015 TH443               | 8 ottobre 2015    | Pan-STARRS          |
| 804022 | 2015 TW443               | 10 ottobre 2015   | Pan-STARRS          |
| 804023 | 2015 TC447               | 2 ottobre 2015    | Mount Lemmon Survey |
| 804024 | 2015 TE447               | 9 ottobre 2015    | Pan-STARRS          |
| 804025 | 2015 TW447               | 5 ottobre 2015    | Pan-STARRS          |
| 804026 | 2015 TR448               | 2 ottobre 2015    | Mount Lemmon Survey |
| 804027 | 2015 TU448               | 11 ottobre 2015   | Mount Lemmon Survey |
| 804028 | 2015 TA451               | 10 ottobre 2015   | Pan-STARRS          |
| 804029 | 2015 TB451               | 10 ottobre 2015   | ESA OGS             |
| 804030 | 2015 TF451               | 10 ottobre 2015   | Pan-STARRS          |
| 804031 | 2015 TG451               | 5 ottobre 2015    | Pan-STARRS          |
| 804032 | 2015 TK451               | 15 ottobre 2015   | Mount Lemmon Survey |
| 804033 | 2015 TH455               | 9 ottobre 2015    | Pan-STARRS          |
| 804034 | 2015 TS457               | 30 gennaio 2012   | Spacewatch          |
| 804035 | 2015 TK459               | 10 ottobre 2015   | Pan-STARRS          |
| 804036 | 2015 TC460               | 15 ottobre 2015   | Pan-STARRS          |
| 804037 | 2015 TG462               | 9 ottobre 2015    | Spacewatch          |
| 804038 | 2015 TJ462               | 13 ottobre 2015   | Pan-STARRS          |
| 804039 | 2015 TM463               | 10 ottobre 2015   | Pan-STARRS          |
| 804040 | 2015 TC467               | 9 ottobre 2015    | Mount Lemmon Survey |
| 804041 | 2015 TW467               | 9 ottobre 2015    | Mount Lemmon Survey |
| 804042 | 2015 TY479               | 9 ottobre 2015    | Pan-STARRS          |
| 804043 | 2015 TY480               | 13 ottobre 2015   | Mount Lemmon Survey |
| 804044 | 2015 TZ480               | 15 ottobre 2015   | Pan-STARRS          |
| 804045 | 2015 TH481               | 15 ottobre 2015   | Pan-STARRS          |
| 804046 | 2015 TC482               | 11 ottobre 2015   | Mount Lemmon Survey |
| 804047 | 2015 TF484               | 26 ottobre 2011   | Pan-STARRS          |
| 804048 | 2015 TA487               | 10 ottobre 2015   | Pan-STARRS          |
| 804049 | 2015 TO491               | 8 ottobre 2015    | Pan-STARRS          |
| 804050 | 2015 TK494               | 9 ottobre 2015    | Pan-STARRS          |
| 804051 | 2015 TV496               | 10 ottobre 2015   | Pan-STARRS          |
| 804052 | 2015 UO1                 | 20 giugno 2010    | Mount Lemmon Survey |
| 804053 | 2015 UK5                 | 10 aprile 2013    | Pan-STARRS          |
| 804054 | 2015 UG15                | 10 ottobre 2010   | Mount Lemmon Survey |
| 804055 | 2015 UF20                | 1 novembre 2010   | Mount Lemmon Survey |
| 804056 | 2015 UU25                | 11 novembre 2010  | Mount Lemmon Survey |
| 804057 | 2015 UO29                | 18 ottobre 2015   | Pan-STARRS          |
| 804058 | 2015 UQ30                | 3 settembre 2010  | Mount Lemmon Survey |
| 804059 | 2015 UA40                | 18 ottobre 2015   | Pan-STARRS          |
| 804060 | 2015 US41                | 9 settembre 2015  | Pan-STARRS          |
| 804061 | 2015 UW46                | 12 settembre 2015 | Pan-STARRS          |
| 804062 | 2015 UH47                | 12 agosto 2015    | Pan-STARRS          |
| 804063 | 2015 UX50                | 8 ottobre 2015    | Pan-STARRS          |
| 804064 | 2015 UT54                | 2 ottobre 2015    | Mount Lemmon Survey |
| 804065 | 2015 UD58                | 13 maggio 2004    | Spacewatch          |
| 804066 | 2015 UN59                | 19 ottobre 2015   | Pan-STARRS          |
| 804067 | 2015 UR61                | 25 settembre 1998 | Spacewatch          |
| 804068 | 2015 UO63                | 21 ottobre 2015   | Pan-STARRS          |
| 804069 | 2015 UJ64                | 12 settembre 2015 | Pan-STARRS          |
| 804070 | 2015 UV64                | 21 ottobre 2015   | Pan-STARRS          |
| 804071 | 2015 UA76                | 24 ottobre 2015   | Pan-STARRS          |
| 804072 | 2015 UD80                | 24 ottobre 2015   | Pan-STARRS          |
| 804073 | 2015 UO84                | 6 maggio 2014     | Pan-STARRS          |
| 804074 | 2015 UG87                | 1 gennaio 2012    | Mount Lemmon Survey |
| 804075 | 2015 UP88                | 19 ottobre 2015   | Pan-STARRS          |
| 804076 | 2015 US89                | 3 ottobre 2006    | Spacewatch          |
| 804077 | 2015 UH91                | 24 ottobre 2015   | Mount Lemmon Survey |
| 804078 | 2015 UT91                | 11 ottobre 2015   | Mount Lemmon Survey |
| 804079 | 2015 UP93                | 31 ottobre 2015   | Mount Lemmon Survey |
| 804080 | 2015 UJ97                | 19 ottobre 2015   | Pan-STARRS          |
| 804081 | 2015 UV97                | 17 marzo 2004     | Spacewatch          |
| 804082 | 2015 UU101               | 23 ottobre 2015   | Pan-STARRS          |
| 804083 | 2015 UW101               | 16 ottobre 2015   | Mount Lemmon Survey |
| 804084 | 2015 UZ104               | 19 ottobre 2015   | Pan-STARRS          |
| 804085 | 2015 UC108               | 16 ottobre 2015   | Mount Lemmon Survey |
| 804086 | 2015 UT108               | 24 ottobre 2015   | Mount Lemmon Survey |
| 804087 | 2015 UX108               | 21 ottobre 2015   | Pan-STARRS          |
| 804088 | 2015 VD                  | 5 novembre 2007   | Spacewatch          |
| 804089 | 2015 VQ2                 | 2 novembre 2015   | Pan-STARRS          |
| 804090 | 2015 VM3                 | 10 ottobre 2015   | CSS                 |
| 804091 | 2015 VX3                 | 10 ottobre 2015   | Pan-STARRS          |
| 804092 | 2015 VA5                 | 11 marzo 2004     | NEAT                |
| 804093 | 2015 VY5                 | 14 giugno 2004    | Spacewatch          |
| 804094 | 2015 VL8                 | 6 settembre 2015  | Pan-STARRS          |
| 804095 | 2015 VV8                 | 12 ottobre 2015   | Pan-STARRS          |
| 804096 | 2015 VL10                | 21 novembre 2008  | Mount Lemmon Survey |
| 804097 | 2015 VN15                | 2 ottobre 2015    | Spacewatch          |
| 804098 | 2015 VB19                | 12 settembre 2015 | Pan-STARRS          |
| 804099 | 2015 VO20                | 25 luglio 2015    | Pan-STARRS          |
| 804100 | 2015 VN25                | 1 novembre 2015   | Mount Lemmon Survey |

## 804101–804200
| Nome   | Designazione provvisoria | Data di scoperta  | Scopritore                   |
| ------ | ------------------------ | ----------------- | ---------------------------- |
| 804101 | 2015 VU25                | 13 ottobre 2015   | Pan-STARRS                   |
| 804102 | 2015 VC36                | 23 agosto 2011    | Pan-STARRS                   |
| 804103 | 2015 VM38                | 16 agosto 2006    | NEAT                         |
| 804104 | 2015 VH49                | 2 novembre 2015   | Pan-STARRS                   |
| 804105 | 2015 VQ50                | 25 giugno 2015    | Pan-STARRS                   |
| 804106 | 2015 VX50                | 2 dicembre 2005   | Spacewatch                   |
| 804107 | 2015 VC56                | 5 marzo 2006      | Mount Lemmon Survey          |
| 804108 | 2015 VD56                | 5 maggio 2008     | Mount Lemmon Survey          |
| 804109 | 2015 VS57                | 19 marzo 2013     | Pan-STARRS                   |
| 804110 | 2015 VP62                | 13 ottobre 2015   | Mount Lemmon Survey          |
| 804111 | 2015 VL66                | 31 gennaio 2003   | LINEAR                       |
| 804112 | 2015 VF67                | 8 novembre 2007   | Mount Lemmon Survey          |
| 804113 | 2015 VD74                | 17 settembre 2006 | Spacewatch                   |
| 804114 | 2015 VO74                | 11 ottobre 2015   | Mount Lemmon Survey          |
| 804115 | 2015 VV75                | 13 ottobre 2015   | CSS                          |
| 804116 | 2015 VE77                | 2 novembre 2015   | Mount Lemmon Survey          |
| 804117 | 2015 VL87                | 6 novembre 2015   | Pan-STARRS                   |
| 804118 | 2015 VH99                | 21 maggio 2014    | Pan-STARRS                   |
| 804119 | 2015 VV99                | 10 ottobre 2015   | Pan-STARRS                   |
| 804120 | 2015 VW100               | 26 ottobre 2011   | Pan-STARRS                   |
| 804121 | 2015 VD109               | 23 settembre 2015 | Pan-STARRS                   |
| 804122 | 2015 VZ119               | 3 novembre 2015   | Mount Lemmon Survey          |
| 804123 | 2015 VE125               | 9 dicembre 2010   | Mount Lemmon Survey          |
| 804124 | 2015 VJ126               | 14 dicembre 2004  | CINEOS                       |
| 804125 | 2015 VS126               | 21 settembre 2011 | Mount Lemmon Survey          |
| 804126 | 2015 VE135               | 8 novembre 2015   | Space Surveillance Telescope |
| 804127 | 2015 VY138               | 25 giugno 2011    | Mount Lemmon Survey          |
| 804128 | 2015 VZ144               | 21 aprile 2009    | Spacewatch                   |
| 804129 | 2015 VS146               | 12 settembre 2015 | Pan-STARRS                   |
| 804130 | 2015 VN153               | 16 ottobre 2015   | Mount Lemmon Survey          |
| 804131 | 2015 VG155               | 15 novembre 2015  | Pan-STARRS                   |
| 804132 | 2015 VK155               | 7 novembre 2015   | Mount Lemmon Survey          |
| 804133 | 2015 VA162               | 17 ottobre 2010   | Mount Lemmon Survey          |
| 804134 | 2015 VP162               | 31 luglio 2014    | Pan-STARRS                   |
| 804135 | 2015 VC174               | 13 novembre 2015  | Mount Lemmon Survey          |
| 804136 | 2015 VQ174               | 1 novembre 2015   | Mount Lemmon Survey          |
| 804137 | 2015 VG176               | 13 novembre 2015  | Mount Lemmon Survey          |
| 804138 | 2015 VM177               | 14 novembre 2015  | Mount Lemmon Survey          |
| 804139 | 2015 VQ177               | 12 novembre 2015  | Mount Lemmon Survey          |
| 804140 | 2015 VE179               | 12 novembre 2015  | Mount Lemmon Survey          |
| 804141 | 2015 VY179               | 12 novembre 2015  | K. Sárneczky                 |
| 804142 | 2015 VE180               | 6 novembre 2015   | Mount Lemmon Survey          |
| 804143 | 2015 VA181               | 1 novembre 2015   | Spacewatch                   |
| 804144 | 2015 VY182               | 9 novembre 2015   | Mount Lemmon Survey          |
| 804145 | 2015 VZ185               | 13 novembre 2015  | Spacewatch                   |
| 804146 | 2015 VE186               | 8 novembre 2015   | Mount Lemmon Survey          |
| 804147 | 2015 VF186               | 30 ottobre 2011   | Mount Lemmon Survey          |
| 804148 | 2015 VO187               | 8 novembre 2015   | Mount Lemmon Survey          |
| 804149 | 2015 VH192               | 3 novembre 2015   | Mount Lemmon Survey          |
| 804150 | 2015 VK194               | 26 ottobre 2011   | Pan-STARRS                   |
| 804151 | 2015 VB196               | 13 novembre 2015  | Mount Lemmon Survey          |
| 804152 | 2015 VF196               | 2 novembre 2015   | Pan-STARRS                   |
| 804153 | 2015 VT196               | 7 novembre 2015   | Mount Lemmon Survey          |
| 804154 | 2015 VG197               | 1 novembre 2015   | Mount Lemmon Survey          |
| 804155 | 2015 VS197               | 7 novembre 2015   | Mount Lemmon Survey          |
| 804156 | 2015 VA201               | 13 novembre 2015  | Mount Lemmon Survey          |
| 804157 | 2015 VW203               | 16 marzo 2012     | Pan-STARRS                   |
| 804158 | 2015 VK206               | 2 novembre 2015   | Mount Lemmon Survey          |
| 804159 | 2015 VB209               | 7 novembre 2015   | Mount Lemmon Survey          |
| 804160 | 2015 VW210               | 14 novembre 2015  | Mount Lemmon Survey          |
| 804161 | 2015 VQ211               | 3 novembre 2015   | Mount Lemmon Survey          |
| 804162 | 2015 VU216               | 12 novembre 2015  | Mount Lemmon Survey          |
| 804163 | 2015 VL217               | 8 novembre 2015   | Mount Lemmon Survey          |
| 804164 | 2015 VX217               | 13 novembre 2015  | Mount Lemmon Survey          |
| 804165 | 2015 VS218               | 7 novembre 2015   | Mount Lemmon Survey          |
| 804166 | 2015 WA                  | 27 aprile 2006    | Spacewatch                   |
| 804167 | 2015 WX                  | 10 ottobre 2015   | Pan-STARRS                   |
| 804168 | 2015 WG1                 | 5 maggio 2014     | Pan-STARRS                   |
| 804169 | 2015 WD4                 | 13 novembre 2015  | Spacewatch                   |
| 804170 | 2015 WF6                 | 14 novembre 2015  | Mount Lemmon Survey          |
| 804171 | 2015 WA8                 | 3 novembre 2015   | Mount Lemmon Survey          |
| 804172 | 2015 WX12                | 30 novembre 2015  | Pan-STARRS                   |
| 804173 | 2015 WR15                | 8 novembre 2015   | CSS                          |
| 804174 | 2015 WV17                | 22 novembre 2015  | Mount Lemmon Survey          |
| 804175 | 2015 WD18                | 21 novembre 2015  | Mount Lemmon Survey          |
| 804176 | 2015 WL18                | 10 ottobre 2015   | Pan-STARRS                   |
| 804177 | 2015 WA20                | 10 aprile 2013    | Pan-STARRS                   |
| 804178 | 2015 WL21                | 22 novembre 2015  | Mount Lemmon Survey          |
| 804179 | 2015 WF23                | 21 novembre 2015  | Mount Lemmon Survey          |
| 804180 | 2015 WJ23                | 21 novembre 2015  | Mount Lemmon Survey          |
| 804181 | 2015 WQ23                | 16 novembre 2015  | Pan-STARRS                   |
| 804182 | 2015 WH28                | 24 novembre 2015  | Mount Lemmon Survey          |
| 804183 | 2015 WL28                | 18 novembre 2015  | Pan-STARRS                   |
| 804184 | 2015 WC29                | 22 novembre 2015  | Mount Lemmon Survey          |
| 804185 | 2015 WH29                | 16 novembre 2015  | Pan-STARRS                   |
| 804186 | 2015 WD30                | 17 novembre 2015  | Pan-STARRS                   |
| 804187 | 2015 WM32                | 22 novembre 2015  | Mount Lemmon Survey          |
| 804188 | 2015 WG34                | 17 novembre 2015  | Pan-STARRS                   |
| 804189 | 2015 WO34                | 17 novembre 2015  | Pan-STARRS                   |
| 804190 | 2015 WA35                | 19 settembre 1998 | SDSS Collaboration           |
| 804191 | 2015 WJ35                | 21 novembre 2015  | Mount Lemmon Survey          |
| 804192 | 2015 WW36                | 22 novembre 2015  | Mount Lemmon Survey          |
| 804193 | 2015 WP38                | 22 novembre 2015  | Mount Lemmon Survey          |
| 804194 | 2015 WR38                | 3 agosto 2014     | Pan-STARRS                   |
| 804195 | 2015 WL41                | 19 novembre 2015  | Mount Lemmon Survey          |
| 804196 | 2015 XS                  | 23 settembre 2015 | Pan-STARRS                   |
| 804197 | 2015 XM6                 | 17 novembre 2015  | Pan-STARRS                   |
| 804198 | 2015 XZ7                 | 1 dicembre 2015   | Pan-STARRS                   |
| 804199 | 2015 XU15                | 2 dicembre 2015   | Pan-STARRS                   |
| 804200 | 2015 XC21                | 7 novembre 2015   | Pan-STARRS                   |

## 804201–804300
| Nome   | Designazione provvisoria | Data di scoperta  | Scopritore          |
| ------ | ------------------------ | ----------------- | ------------------- |
| 804201 | 2015 XS22                | 12 febbraio 2008  | Spacewatch          |
| 804202 | 2015 XW28                | 29 luglio 2014    | Pan-STARRS          |
| 804203 | 2015 XL30                | 2 dicembre 2015   | Pan-STARRS          |
| 804204 | 2015 XZ33                | 8 ottobre 2015    | Pan-STARRS          |
| 804205 | 2015 XV34                | 2 dicembre 2015   | Pan-STARRS          |
| 804206 | 2015 XL46                | 10 ottobre 2015   | Pan-STARRS          |
| 804207 | 2015 XV52                | 8 ottobre 2015    | Pan-STARRS          |
| 804208 | 2015 XE54                | 2 dicembre 2015   | Pan-STARRS          |
| 804209 | 2015 XX57                | 1 dicembre 2015   | Pan-STARRS          |
| 804210 | 2015 XT58                | 13 maggio 2012    | Mount Lemmon Survey |
| 804211 | 2015 XO61                | 1 dicembre 2015   | Pan-STARRS          |
| 804212 | 2015 XJ69                | 19 settembre 2015 | Pan-STARRS          |
| 804213 | 2015 XF71                | 10 ottobre 2015   | Pan-STARRS          |
| 804214 | 2015 XG72                | 27 novembre 2010  | Mount Lemmon Survey |
| 804215 | 2015 XG81                | 3 dicembre 2015   | Pan-STARRS          |
| 804216 | 2015 XY86                | 3 dicembre 2015   | Pan-STARRS          |
| 804217 | 2015 XY87                | 3 febbraio 2012   | Mount Lemmon Survey |
| 804218 | 2015 XJ88                | 3 dicembre 2015   | Pan-STARRS          |
| 804219 | 2015 XP94                | 4 dicembre 2015   | Pan-STARRS          |
| 804220 | 2015 XR99                | 8 ottobre 2015    | Mount Lemmon Survey |
| 804221 | 2015 XS102               | 4 dicembre 2015   | Pan-STARRS          |
| 804222 | 2015 XB103               | 13 gennaio 2008   | Spacewatch          |
| 804223 | 2015 XM105               | 1 gennaio 2008    | Spacewatch          |
| 804224 | 2015 XC112               | 19 settembre 2014 | Pan-STARRS          |
| 804225 | 2015 XN112               | 4 dicembre 2015   | Pan-STARRS          |
| 804226 | 2015 XT112               | 12 ottobre 2010   | Mount Lemmon Survey |
| 804227 | 2015 XX113               | 8 ottobre 2005    | Spacewatch          |
| 804228 | 2015 XP114               | 4 dicembre 2015   | Pan-STARRS          |
| 804229 | 2015 XE115               | 27 febbraio 2006  | Mount Lemmon Survey |
| 804230 | 2015 XW116               | 4 dicembre 2015   | Pan-STARRS          |
| 804231 | 2015 XE117               | 20 agosto 2014    | Pan-STARRS          |
| 804232 | 2015 XV118               | 9 ottobre 2015    | Pan-STARRS          |
| 804233 | 2015 XW118               | 4 dicembre 2015   | Pan-STARRS          |
| 804234 | 2015 XC119               | 4 dicembre 2015   | Pan-STARRS          |
| 804235 | 2015 XP119               | 4 dicembre 2015   | Pan-STARRS          |
| 804236 | 2015 XC120               | 4 dicembre 2015   | Pan-STARRS          |
| 804237 | 2015 XT123               | 10 marzo 2008     | Mount Lemmon Survey |
| 804238 | 2015 XK124               | 4 dicembre 2015   | Pan-STARRS          |
| 804239 | 2015 XB127               | 4 dicembre 2015   | Pan-STARRS          |
| 804240 | 2015 XZ133               | 4 dicembre 2015   | Mount Lemmon Survey |
| 804241 | 2015 XV141               | 12 maggio 2013    | Mount Lemmon Survey |
| 804242 | 2015 XA144               | 6 luglio 2014     | Pan-STARRS          |
| 804243 | 2015 XZ145               | 9 novembre 2015   | Mount Lemmon Survey |
| 804244 | 2015 XA147               | 4 dicembre 2015   | Mount Lemmon Survey |
| 804245 | 2015 XU147               | 3 maggio 2014     | Mount Lemmon Survey |
| 804246 | 2015 XK150               | 6 novembre 2015   | Mount Lemmon Survey |
| 804247 | 2015 XE152               | 4 dicembre 2015   | Pan-STARRS          |
| 804248 | 2015 XU152               | 4 dicembre 2015   | Pan-STARRS          |
| 804249 | 2015 XF153               | 4 dicembre 2015   | Pan-STARRS          |
| 804250 | 2015 XN155               | 20 novembre 2015  | Mount Lemmon Survey |
| 804251 | 2015 XF164               | 14 settembre 2012 | Mount Lemmon Survey |
| 804252 | 2015 XB165               | 27 giugno 2014    | Pan-STARRS          |
| 804253 | 2015 XD166               | 14 ottobre 2015   | Pan-STARRS          |
| 804254 | 2015 XT166               | 22 novembre 2015  | Mount Lemmon Survey |
| 804255 | 2015 XY170               | 4 dicembre 2015   | Mount Lemmon Survey |
| 804256 | 2015 XD171               | 12 luglio 2001    | NEAT                |
| 804257 | 2015 XJ173               | 21 agosto 2014    | Pan-STARRS          |
| 804258 | 2015 XL175               | 5 dicembre 2015   | Pan-STARRS          |
| 804259 | 2015 XT175               | 3 agosto 2014     | Pan-STARRS          |
| 804260 | 2015 XV176               | 28 ottobre 2005   | Mount Lemmon Survey |
| 804261 | 2015 XQ182               | 5 dicembre 2015   | Pan-STARRS          |
| 804262 | 2015 XO184               | 16 marzo 2012     | Mount Lemmon Survey |
| 804263 | 2015 XH187               | 5 dicembre 2015   | Pan-STARRS          |
| 804264 | 2015 XP190               | 10 settembre 2015 | Pan-STARRS          |
| 804265 | 2015 XC193               | 30 luglio 2014    | Pan-STARRS          |
| 804266 | 2015 XR193               | 21 ottobre 2006   | Mount Lemmon Survey |
| 804267 | 2015 XH197               | 6 marzo 2008      | Mount Lemmon Survey |
| 804268 | 2015 XY201               | 6 dicembre 2015   | Pan-STARRS          |
| 804269 | 2015 XH206               | 5 settembre 2010  | Mount Lemmon Survey |
| 804270 | 2015 XU207               | 1 dicembre 2015   | W. K. Y. Yeung      |
| 804271 | 2015 XL214               | 25 luglio 2014    | Pan-STARRS          |
| 804272 | 2015 XO215               | 3 dicembre 2015   | Mount Lemmon Survey |
| 804273 | 2015 XO218               | 4 dicembre 2015   | Mount Lemmon Survey |
| 804274 | 2015 XS218               | 4 dicembre 2015   | Mount Lemmon Survey |
| 804275 | 2015 XN225               | 6 dicembre 2015   | Pan-STARRS          |
| 804276 | 2015 XU228               | 6 dicembre 2015   | Pan-STARRS          |
| 804277 | 2015 XG229               | 27 marzo 2008     | Mount Lemmon Survey |
| 804278 | 2015 XO230               | 2 settembre 2014  | Pan-STARRS          |
| 804279 | 2015 XW230               | 6 dicembre 2015   | Pan-STARRS          |
| 804280 | 2015 XM235               | 6 dicembre 2015   | Pan-STARRS          |
| 804281 | 2015 XC236               | 3 dicembre 2015   | Mount Lemmon Survey |
| 804282 | 2015 XL236               | 6 dicembre 2015   | Pan-STARRS          |
| 804283 | 2015 XM237               | 6 dicembre 2015   | Pan-STARRS          |
| 804284 | 2015 XF245               | 17 novembre 2014  | Pan-STARRS          |
| 804285 | 2015 XS247               | 15 novembre 2015  | Pan-STARRS          |
| 804286 | 2015 XE248               | 16 maggio 2007    | Mount Lemmon Survey |
| 804287 | 2015 XP248               | 10 ottobre 2015   | Pan-STARRS          |
| 804288 | 2015 XX249               | 8 febbraio 2008   | Mount Lemmon Survey |
| 804289 | 2015 XM251               | 25 ottobre 2015   | Pan-STARRS          |
| 804290 | 2015 XZ254               | 8 ottobre 2015    | Pan-STARRS          |
| 804291 | 2015 XD256               | 10 ottobre 2015   | Pan-STARRS          |
| 804292 | 2015 XN256               | 7 dicembre 2015   | Pan-STARRS          |
| 804293 | 2015 XO259               | 8 dicembre 2015   | Mount Lemmon Survey |
| 804294 | 2015 XZ259               | 8 novembre 2015   | Pan-STARRS          |
| 804295 | 2015 XT260               | 8 dicembre 2015   | Pan-STARRS          |
| 804296 | 2015 XC261               | 21 ottobre 2011   | Mount Lemmon Survey |
| 804297 | 2015 XL264               | 22 novembre 2015  | Mount Lemmon Survey |
| 804298 | 2015 XT264               | 22 novembre 2015  | Mount Lemmon Survey |
| 804299 | 2015 XF268               | 19 settembre 2015 | Pan-STARRS          |
| 804300 | 2015 XD269               | 16 marzo 2012     | Pan-STARRS          |

## 804301–804400
| Nome   | Designazione provvisoria | Data di scoperta  | Scopritore          |
| ------ | ------------------------ | ----------------- | ------------------- |
| 804301 | 2015 XJ278               | 23 agosto 2014    | Pan-STARRS          |
| 804302 | 2015 XU281               | 3 novembre 2010   | Mount Lemmon Survey |
| 804303 | 2015 XO282               | 25 settembre 2009 | Spacewatch          |
| 804304 | 2015 XX290               | 7 dicembre 2015   | Pan-STARRS          |
| 804305 | 2015 XJ291               | 7 dicembre 2015   | Pan-STARRS          |
| 804306 | 2015 XY295               | 7 dicembre 2015   | Pan-STARRS          |
| 804307 | 2015 XY297               | 22 agosto 2014    | Pan-STARRS          |
| 804308 | 2015 XL300               | 7 dicembre 2015   | Pan-STARRS          |
| 804309 | 2015 XG308               | 7 dicembre 2015   | Pan-STARRS          |
| 804310 | 2015 XJ312               | 14 ottobre 2015   | Mount Lemmon Survey |
| 804311 | 2015 XS313               | 1 gennaio 2008    | Spacewatch          |
| 804312 | 2015 XQ317               | 8 dicembre 2015   | Pan-STARRS          |
| 804313 | 2015 XQ321               | 6 dicembre 2015   | Mount Lemmon Survey |
| 804314 | 2015 XW321               | 3 agosto 2014     | Pan-STARRS          |
| 804315 | 2015 XD334               | 8 dicembre 2015   | Pan-STARRS          |
| 804316 | 2015 XY336               | 8 dicembre 2015   | Pan-STARRS          |
| 804317 | 2015 XB340               | 6 dicembre 2015   | Pan-STARRS          |
| 804318 | 2015 XH340               | 4 dicembre 2015   | Mount Lemmon Survey |
| 804319 | 2015 XQ344               | 8 dicembre 2015   | Pan-STARRS          |
| 804320 | 2015 XH349               | 8 dicembre 2015   | Pan-STARRS          |
| 804321 | 2015 XZ349               | 23 settembre 2015 | Pan-STARRS          |
| 804322 | 2015 XR350               | 6 dicembre 2015   | R. A. Kowalski      |
| 804323 | 2015 XK351               | 8 dicembre 2015   | Pan-STARRS          |
| 804324 | 2015 XM351               | 3 febbraio 2008   | CSS                 |
| 804325 | 2015 XF352               | 12 dicembre 2015  | Pan-STARRS          |
| 804326 | 2015 XT352               | 10 novembre 2015  | Mount Lemmon Survey |
| 804327 | 2015 XN354               | 21 giugno 2014    | Pan-STARRS          |
| 804328 | 2015 XO356               | 7 novembre 2015   | Pan-STARRS          |
| 804329 | 2015 XR356               | 9 settembre 2015  | Pan-STARRS          |
| 804330 | 2015 XO357               | 19 ottobre 2015   | Pan-STARRS          |
| 804331 | 2015 XM358               | 17 novembre 2015  | Pan-STARRS          |
| 804332 | 2015 XB363               | 9 dicembre 2015   | Mount Lemmon Survey |
| 804333 | 2015 XJ366               | 12 dicembre 2015  | Pan-STARRS          |
| 804334 | 2015 XY370               | 6 dicembre 2011   | Pan-STARRS          |
| 804335 | 2015 XN371               | 6 dicembre 2005   | Spacewatch          |
| 804336 | 2015 XB377               | 16 novembre 2006  | Spacewatch          |
| 804337 | 2015 XM377               | 9 dicembre 2015   | Pan-STARRS          |
| 804338 | 2015 XP377               | 8 ottobre 2015    | Pan-STARRS          |
| 804339 | 2015 XJ381               | 8 ottobre 2015    | Pan-STARRS          |
| 804340 | 2015 XM381               | 19 ottobre 2015   | Pan-STARRS          |
| 804341 | 2015 XR381               | 13 dicembre 2015  | Pan-STARRS          |
| 804342 | 2015 XU382               | 8 dicembre 2015   | Pan-STARRS          |
| 804343 | 2015 XZ382               | 14 dicembre 2015  | Mount Lemmon Survey |
| 804344 | 2015 XH386               | 22 novembre 2014  | Pan-STARRS          |
| 804345 | 2015 XW388               | 11 febbraio 2002  | LINEAR              |
| 804346 | 2015 XO389               | 29 gennaio 2003   | NEAT                |
| 804347 | 2015 XS389               | 4 dicembre 2015   | Mount Lemmon Survey |
| 804348 | 2015 XP391               | 9 dicembre 2015   | Pan-STARRS          |
| 804349 | 2015 XR391               | 9 dicembre 2015   | Pan-STARRS          |
| 804350 | 2015 XY391               | 14 dicembre 2006  | Spacewatch          |
| 804351 | 2015 XM396               | 26 settembre 2006 | Mount Lemmon Survey |
| 804352 | 2015 XP396               | 13 dicembre 2015  | Pan-STARRS          |
| 804353 | 2015 XU397               | 4 dicembre 2015   | Mount Lemmon Survey |
| 804354 | 2015 XW399               | 13 dicembre 2015  | Pan-STARRS          |
| 804355 | 2015 XX399               | 17 novembre 2014  | Mount Lemmon Survey |
| 804356 | 2015 XP402               | 15 aprile 2012    | Pan-STARRS          |
| 804357 | 2015 XZ402               | 7 dicembre 2015   | Pan-STARRS          |
| 804358 | 2015 XH403               | 28 agosto 2014    | Pan-STARRS          |
| 804359 | 2015 XT405               | 12 novembre 2010  | Mount Lemmon Survey |
| 804360 | 2015 XG407               | 8 maggio 2013     | Pan-STARRS          |
| 804361 | 2015 XH407               | 5 dicembre 2015   | Pan-STARRS          |
| 804362 | 2015 XH408               | 25 gennaio 2012   | Pan-STARRS          |
| 804363 | 2015 XO409               | 4 marzo 2012      | Mount Lemmon Survey |
| 804364 | 2015 XX409               | 16 novembre 2006  | Spacewatch          |
| 804365 | 2015 XK410               | 10 marzo 2011     | Spacewatch          |
| 804366 | 2015 XL410               | 11 ottobre 2010   | Mount Lemmon Survey |
| 804367 | 2015 XC412               | 8 dicembre 2015   | Pan-STARRS          |
| 804368 | 2015 XF412               | 8 dicembre 2015   | Pan-STARRS          |
| 804369 | 2015 XU412               | 4 marzo 2012      | Mount Lemmon Survey |
| 804370 | 2015 XA413               | 8 dicembre 2015   | Pan-STARRS          |
| 804371 | 2015 XD415               | 9 dicembre 2015   | Pan-STARRS          |
| 804372 | 2015 XV416               | 13 dicembre 2015  | Pan-STARRS          |
| 804373 | 2015 XG417               | 13 dicembre 2015  | Pan-STARRS          |
| 804374 | 2015 XS417               | 28 ottobre 2014   | Pan-STARRS          |
| 804375 | 2015 XL418               | 19 settembre 2014 | Pan-STARRS          |
| 804376 | 2015 XQ418               | 19 aprile 2012    | Spacewatch          |
| 804377 | 2015 XE419               | 9 novembre 2008   | Spacewatch          |
| 804378 | 2015 XA420               | 21 ottobre 2014   | Mount Lemmon Survey |
| 804379 | 2015 XB420               | 13 dicembre 2015  | Pan-STARRS          |
| 804380 | 2015 XM420               | 14 dicembre 2015  | Pan-STARRS          |
| 804381 | 2015 XC421               | 14 dicembre 2015  | Pan-STARRS          |
| 804382 | 2015 XO423               | 13 dicembre 2015  | Pan-STARRS          |
| 804383 | 2015 XU423               | 8 dicembre 2015   | Pan-STARRS          |
| 804384 | 2015 XK426               | 4 dicembre 2015   | Pan-STARRS          |
| 804385 | 2015 XA429               | 5 dicembre 2015   | Pan-STARRS          |
| 804386 | 2015 XB429               | 6 dicembre 2015   | Mount Lemmon Survey |
| 804387 | 2015 XC429               | 8 dicembre 2015   | Pan-STARRS          |
| 804388 | 2015 XN429               | 8 dicembre 2015   | Mount Lemmon Survey |
| 804389 | 2015 XX429               | 8 dicembre 2015   | Pan-STARRS          |
| 804390 | 2015 XX430               | 26 settembre 2006 | Spacewatch          |
| 804391 | 2015 XA431               | 9 dicembre 2015   | Pan-STARRS          |
| 804392 | 2015 XS431               | 4 dicembre 2015   | Pan-STARRS          |
| 804393 | 2015 XH432               | 13 dicembre 2015  | Pan-STARRS          |
| 804394 | 2015 XP433               | 8 dicembre 2015   | Pan-STARRS          |
| 804395 | 2015 XT434               | 6 dicembre 2015   | Pan-STARRS          |
| 804396 | 2015 XC435               | 9 dicembre 2015   | Pan-STARRS          |
| 804397 | 2015 XS436               | 5 dicembre 2015   | Pan-STARRS          |
| 804398 | 2015 XT436               | 7 dicembre 2015   | Pan-STARRS          |
| 804399 | 2015 XM437               | 5 dicembre 2015   | Pan-STARRS          |
| 804400 | 2015 XE438               | 4 dicembre 2015   | Pan-STARRS          |

## 804401–804500
| Nome   | Designazione provvisoria | Data di scoperta  | Scopritore          |
| ------ | ------------------------ | ----------------- | ------------------- |
| 804401 | 2015 XN439               | 8 dicembre 2015   | Pan-STARRS          |
| 804402 | 2015 XY440               | 9 dicembre 2015   | Mount Lemmon Survey |
| 804403 | 2015 XZ442               | 4 dicembre 2015   | Pan-STARRS          |
| 804404 | 2015 XA443               | 13 dicembre 2015  | Pan-STARRS          |
| 804405 | 2015 XC444               | 5 dicembre 2015   | Pan-STARRS          |
| 804406 | 2015 XD444               | 9 dicembre 2015   | Pan-STARRS          |
| 804407 | 2015 XW445               | 3 dicembre 2015   | Mount Lemmon Survey |
| 804408 | 2015 XL447               | 4 dicembre 2015   | Pan-STARRS          |
| 804409 | 2015 XF449               | 9 dicembre 2015   | Mount Lemmon Survey |
| 804410 | 2015 XG450               | 14 dicembre 2015  | Pan-STARRS          |
| 804411 | 2015 XA457               | 10 dicembre 2015  | Mount Lemmon Survey |
| 804412 | 2015 XC458               | 14 dicembre 2015  | Pan-STARRS          |
| 804413 | 2015 XK458               | 9 dicembre 2015   | Mount Lemmon Survey |
| 804414 | 2015 XQ463               | 8 dicembre 2015   | Pan-STARRS          |
| 804415 | 2015 XD466               | 6 dicembre 2015   | Mount Lemmon Survey |
| 804416 | 2015 XO466               | 3 dicembre 2015   | Mount Lemmon Survey |
| 804417 | 2015 XW466               | 13 dicembre 2015  | Pan-STARRS          |
| 804418 | 2015 XX466               | 13 dicembre 2015  | Pan-STARRS          |
| 804419 | 2015 XH468               | 6 dicembre 2015   | Mount Lemmon Survey |
| 804420 | 2015 XK469               | 8 dicembre 2015   | Pan-STARRS          |
| 804421 | 2015 XO469               | 3 dicembre 2015   | Mount Lemmon Survey |
| 804422 | 2015 XE470               | 9 dicembre 2015   | Pan-STARRS          |
| 804423 | 2015 XJ470               | 9 dicembre 2015   | Pan-STARRS          |
| 804424 | 2015 XM470               | 14 dicembre 2015  | Pan-STARRS          |
| 804425 | 2015 XT470               | 6 dicembre 2015   | Pan-STARRS          |
| 804426 | 2015 XK471               | 14 dicembre 2015  | Mount Lemmon Survey |
| 804427 | 2015 XP471               | 3 dicembre 2015   | Mount Lemmon Survey |
| 804428 | 2015 XR471               | 3 dicembre 2015   | Pan-STARRS          |
| 804429 | 2015 XK472               | 6 dicembre 2015   | Pan-STARRS          |
| 804430 | 2015 XL472               | 6 dicembre 2015   | Mount Lemmon Survey |
| 804431 | 2015 XW474               | 4 dicembre 2015   | Pan-STARRS          |
| 804432 | 2015 XB478               | 3 dicembre 2015   | Mount Lemmon Survey |
| 804433 | 2015 XR478               | 7 dicembre 2015   | Pan-STARRS          |
| 804434 | 2015 XM481               | 6 dicembre 2015   | Mount Lemmon Survey |
| 804435 | 2015 XN481               | 7 dicembre 2015   | Pan-STARRS          |
| 804436 | 2015 XY481               | 14 dicembre 2015  | Pan-STARRS          |
| 804437 | 2015 XY483               | 13 dicembre 2015  | Pan-STARRS          |
| 804438 | 2015 XZ483               | 13 dicembre 2015  | Pan-STARRS          |
| 804439 | 2015 XH486               | 4 dicembre 2015   | Pan-STARRS          |
| 804440 | 2015 XF487               | 18 settembre 2014 | Pan-STARRS          |
| 804441 | 2015 XV487               | 8 dicembre 2015   | Mount Lemmon Survey |
| 804442 | 2015 XC488               | 14 dicembre 2015  | Pan-STARRS          |
| 804443 | 2015 XO489               | 19 marzo 2007     | Mount Lemmon Survey |
| 804444 | 2015 XM491               | 8 dicembre 2015   | Pan-STARRS          |
| 804445 | 2015 XQ496               | 9 dicembre 2015   | Pan-STARRS          |
| 804446 | 2015 XU499               | 6 dicembre 2015   | Pan-STARRS          |
| 804447 | 2015 XN500               | 7 dicembre 2015   | Pan-STARRS          |
| 804448 | 2015 XG503               | 8 dicembre 2015   | Pan-STARRS          |
| 804449 | 2015 XK503               | 8 dicembre 2015   | Mount Lemmon Survey |
| 804450 | 2015 XQ504               | 13 dicembre 2015  | Pan-STARRS          |
| 804451 | 2015 XR504               | 9 dicembre 2015   | Pan-STARRS          |
| 804452 | 2015 XG505               | 9 dicembre 2015   | Pan-STARRS          |
| 804453 | 2015 XR505               | 4 dicembre 2015   | Pan-STARRS          |
| 804454 | 2015 XC506               | 12 dicembre 2015  | Pan-STARRS          |
| 804455 | 2015 XD506               | 29 ottobre 2010   | Mount Lemmon Survey |
| 804456 | 2015 XO513               | 13 dicembre 2015  | Pan-STARRS          |
| 804457 | 2015 YV3                 | 9 dicembre 2015   | Pan-STARRS          |
| 804458 | 2015 YV4                 | 27 novembre 2010  | Mount Lemmon Survey |
| 804459 | 2015 YZ5                 | 12 novembre 2015  | Mount Lemmon Survey |
| 804460 | 2015 YC7                 | 18 gennaio 2012   | Spacewatch          |
| 804461 | 2015 YM12                | 31 dicembre 2015  | Pan-STARRS          |
| 804462 | 2015 YR12                | 14 ottobre 2015   | Mount Lemmon Survey |
| 804463 | 2015 YL13                | 16 dicembre 2015  | CSS                 |
| 804464 | 2015 YM13                | 31 dicembre 2015  | Pan-STARRS          |
| 804465 | 2015 YV14                | 31 dicembre 2015  | Pan-STARRS          |
| 804466 | 2015 YQ15                | 27 gennaio 2012   | Spacewatch          |
| 804467 | 2015 YU15                | 18 gennaio 2012   | Mount Lemmon Survey |
| 804468 | 2015 YG16                | 31 dicembre 2015  | Pan-STARRS          |
| 804469 | 2015 YX17                | 12 dicembre 2015  | Pan-STARRS          |
| 804470 | 2015 YA19                | 4 dicembre 2015   | Pan-STARRS          |
| 804471 | 2015 YH21                | 6 dicembre 2015   | Mount Lemmon Survey |
| 804472 | 2015 YV21                | 31 dicembre 2015  | Pan-STARRS          |
| 804473 | 2015 YB22                | 20 settembre 2014 | Mount Lemmon Survey |
| 804474 | 2015 YG22                | 18 dicembre 2015  | Mount Lemmon Survey |
| 804475 | 2015 YH22                | 18 dicembre 2015  | Mount Lemmon Survey |
| 804476 | 2015 YN22                | 18 dicembre 2015  | Mount Lemmon Survey |
| 804477 | 2015 YS22                | 18 dicembre 2015  | Mount Lemmon Survey |
| 804478 | 2015 YA23                | 31 dicembre 2015  | Mount Lemmon Survey |
| 804479 | 2015 YJ24                | 16 ottobre 2009   | Mount Lemmon Survey |
| 804480 | 2015 YU26                | 13 febbraio 2008  | CSS                 |
| 804481 | 2015 YW27                | 20 febbraio 2012  | Pan-STARRS          |
| 804482 | 2015 YN28                | 18 dicembre 2015  | Mount Lemmon Survey |
| 804483 | 2015 YU28                | 18 dicembre 2015  | Mount Lemmon Survey |
| 804484 | 2015 YG29                | 18 dicembre 2015  | Mount Lemmon Survey |
| 804485 | 2015 YH30                | 23 ottobre 2006   | Spacewatch          |
| 804486 | 2015 YP30                | 18 dicembre 2015  | Mount Lemmon Survey |
| 804487 | 2015 YZ30                | 17 dicembre 2015  | Mount Lemmon Survey |
| 804488 | 2015 YJ31                | 21 dicembre 2015  | Mount Lemmon Survey |
| 804489 | 2015 YZ31                | 18 dicembre 2015  | Mount Lemmon Survey |
| 804490 | 2015 YM32                | 31 dicembre 2015  | Spacewatch          |
| 804491 | 2015 YW32                | 18 dicembre 2015  | Mount Lemmon Survey |
| 804492 | 2015 YQ33                | 18 dicembre 2015  | Mount Lemmon Survey |
| 804493 | 2015 YV33                | 16 dicembre 2015  | Mount Lemmon Survey |
| 804494 | 2015 YZ34                | 18 dicembre 2015  | Mount Lemmon Survey |
| 804495 | 2015 YO35                | 18 dicembre 2015  | Spacewatch          |
| 804496 | 2015 YD36                | 18 dicembre 2015  | Mount Lemmon Survey |
| 804497 | 2015 YP36                | 19 dicembre 2015  | Mount Lemmon Survey |
| 804498 | 2015 YF37                | 18 dicembre 2015  | Mount Lemmon Survey |
| 804499 | 2015 YP37                | 21 dicembre 2015  | Mount Lemmon Survey |
| 804500 | 2015 YQ37                | 18 dicembre 2015  | Mount Lemmon Survey |

## 804501–804600
| Nome   | Designazione provvisoria | Data di scoperta  | Scopritore          |
| ------ | ------------------------ | ----------------- | ------------------- |
| 804501 | 2015 YJ38                | 21 dicembre 2015  | Mount Lemmon Survey |
| 804502 | 2016 AX8                 | 12 gennaio 2002   | LINEAR              |
| 804503 | 2016 AF11                | 2 gennaio 2016    | Pan-STARRS          |
| 804504 | 2016 AK18                | 3 dicembre 2015   | Mount Lemmon Survey |
| 804505 | 2016 AU18                | 3 gennaio 2016    | Mount Lemmon Survey |
| 804506 | 2016 AD19                | 3 gennaio 2016    | Mount Lemmon Survey |
| 804507 | 2016 AU22                | 18 dicembre 2015  | Mount Lemmon Survey |
| 804508 | 2016 AA26                | 3 gennaio 2016    | Pan-STARRS          |
| 804509 | 2016 AV27                | 3 gennaio 2016    | Mount Lemmon Survey |
| 804510 | 2016 AU32                | 19 gennaio 2012   | Pan-STARRS          |
| 804511 | 2016 AT33                | 24 settembre 2009 | Mount Lemmon Survey |
| 804512 | 2016 AK35                | 3 gennaio 2016    | Mount Lemmon Survey |
| 804513 | 2016 AG41                | 3 gennaio 2016    | Mount Lemmon Survey |
| 804514 | 2016 AU45                | 7 febbraio 2011   | Mount Lemmon Survey |
| 804515 | 2016 AA47                | 26 febbraio 2009  | F. Hormuth          |
| 804516 | 2016 AD47                | 18 dicembre 2015  | Mount Lemmon Survey |
| 804517 | 2016 AU48                | 28 gennaio 2011   | Mount Lemmon Survey |
| 804518 | 2016 AO52                | 19 gennaio 2012   | Pan-STARRS          |
| 804519 | 2016 AQ52                | 5 febbraio 2011   | Pan-STARRS          |
| 804520 | 2016 AC54                | 4 gennaio 2016    | Pan-STARRS          |
| 804521 | 2016 AA55                | 18 dicembre 2015  | Mount Lemmon Survey |
| 804522 | 2016 AR56                | 4 gennaio 2016    | Pan-STARRS          |
| 804523 | 2016 AD69                | 7 gennaio 2006    | Spacewatch          |
| 804524 | 2016 AX69                | 16 luglio 2004    | Cerro Tololo Obs.   |
| 804525 | 2016 AZ69                | 26 febbraio 2008  | Mount Lemmon Survey |
| 804526 | 2016 AD73                | 20 agosto 2001    | Cerro Tololo Obs.   |
| 804527 | 2016 AZ73                | 4 gennaio 2016    | Pan-STARRS          |
| 804528 | 2016 AU76                | 4 gennaio 2016    | Pan-STARRS          |
| 804529 | 2016 AJ77                | 4 gennaio 2016    | Pan-STARRS          |
| 804530 | 2016 AN88                | 8 dicembre 2015   | Mount Lemmon Survey |
| 804531 | 2016 AS93                | 13 ottobre 2006   | Spacewatch          |
| 804532 | 2016 AU94                | 18 dicembre 2015  | Mount Lemmon Survey |
| 804533 | 2016 AP96                | 7 gennaio 2016    | Pan-STARRS          |
| 804534 | 2016 AZ97                | 7 gennaio 2016    | Pan-STARRS          |
| 804535 | 2016 AS99                | 22 ottobre 2006   | Spacewatch          |
| 804536 | 2016 AS103               | 6 settembre 2008  | Spacewatch          |
| 804537 | 2016 AB105               | 7 gennaio 2016    | Pan-STARRS          |
| 804538 | 2016 AT105               | 16 dicembre 2015  | Mount Lemmon Survey |
| 804539 | 2016 AP109               | 7 gennaio 2016    | Pan-STARRS          |
| 804540 | 2016 AC110               | 22 novembre 2014  | Pan-STARRS          |
| 804541 | 2016 AJ111               | 7 gennaio 2016    | Pan-STARRS          |
| 804542 | 2016 AL112               | 7 gennaio 2016    | Pan-STARRS          |
| 804543 | 2016 AK113               | 7 gennaio 2016    | Pan-STARRS          |
| 804544 | 2016 AP113               | 26 dicembre 2006  | Spacewatch          |
| 804545 | 2016 AN117               | 8 gennaio 2016    | Pan-STARRS          |
| 804546 | 2016 AO118               | 8 gennaio 2016    | Pan-STARRS          |
| 804547 | 2016 AW122               | 8 gennaio 2016    | Pan-STARRS          |
| 804548 | 2016 AG123               | 18 settembre 2010 | Mount Lemmon Survey |
| 804549 | 2016 AT123               | 8 gennaio 2016    | Pan-STARRS          |
| 804550 | 2016 AZ123               | 8 gennaio 2016    | Pan-STARRS          |
| 804551 | 2016 AY127               | 3 dicembre 2010   | Mount Lemmon Survey |
| 804552 | 2016 AJ128               | 31 marzo 2003     | LONEOS              |
| 804553 | 2016 AC132               | 31 ottobre 2010   | Mount Lemmon Survey |
| 804554 | 2016 AT132               | 20 agosto 2014    | Pan-STARRS          |
| 804555 | 2016 AF133               | 9 gennaio 2016    | Pan-STARRS          |
| 804556 | 2016 AN133               | 9 gennaio 2016    | Pan-STARRS          |
| 804557 | 2016 AB135               | 13 dicembre 2015  | Pan-STARRS          |
| 804558 | 2016 AP136               | 9 gennaio 2016    | Pan-STARRS          |
| 804559 | 2016 AU137               | 21 novembre 2006  | Mount Lemmon Survey |
| 804560 | 2016 AY138               | 1 novembre 2014   | Mount Lemmon Survey |
| 804561 | 2016 AJ140               | 25 settembre 2014 | Mount Lemmon Survey |
| 804562 | 2016 AS141               | 9 dicembre 2015   | Pan-STARRS          |
| 804563 | 2016 AX141               | 25 gennaio 2012   | Pan-STARRS          |
| 804564 | 2016 AB145               | 24 novembre 2009  | Spacewatch          |
| 804565 | 2016 AC146               | 9 gennaio 2016    | Pan-STARRS          |
| 804566 | 2016 AD147               | 13 dicembre 2015  | Pan-STARRS          |
| 804567 | 2016 AH147               | 13 dicembre 2015  | Pan-STARRS          |
| 804568 | 2016 AW147               | 10 ottobre 2010   | Mount Lemmon Survey |
| 804569 | 2016 AD148               | 17 novembre 1999  | Spacewatch          |
| 804570 | 2016 AE151               | 11 gennaio 2016   | Pan-STARRS          |
| 804571 | 2016 AL151               | 11 gennaio 2016   | Pan-STARRS          |
| 804572 | 2016 AP151               | 11 gennaio 2016   | Pan-STARRS          |
| 804573 | 2016 AK153               | 13 dicembre 2015  | Pan-STARRS          |
| 804574 | 2016 AY155               | 8 dicembre 2015   | Pan-STARRS          |
| 804575 | 2016 AR156               | 6 dicembre 2015   | Pan-STARRS          |
| 804576 | 2016 AU156               | 11 gennaio 2016   | Pan-STARRS          |
| 804577 | 2016 AZ156               | 21 novembre 2014  | Mount Lemmon Survey |
| 804578 | 2016 AP159               | 8 dicembre 2015   | Pan-STARRS          |
| 804579 | 2016 AC160               | 20 febbraio 2012  | Pan-STARRS          |
| 804580 | 2016 AH160               | 11 gennaio 2016   | Pan-STARRS          |
| 804581 | 2016 AV162               | 11 gennaio 2016   | Pan-STARRS          |
| 804582 | 2016 AD163               | 8 dicembre 2015   | Pan-STARRS          |
| 804583 | 2016 AC167               | 12 febbraio 2011  | Mount Lemmon Survey |
| 804584 | 2016 AQ167               | 9 gennaio 2016    | Pan-STARRS          |
| 804585 | 2016 AM168               | 9 gennaio 2016    | Pan-STARRS          |
| 804586 | 2016 AF171               | 10 dicembre 2015  | Mount Lemmon Survey |
| 804587 | 2016 AB174               | 25 settembre 2014 | Mount Lemmon Survey |
| 804588 | 2016 AS176               | 8 dicembre 2015   | Pan-STARRS          |
| 804589 | 2016 AE178               | 13 dicembre 2015  | Pan-STARRS          |
| 804590 | 2016 AZ182               | 11 gennaio 2016   | Pan-STARRS          |
| 804591 | 2016 AA186               | 12 gennaio 2016   | Pan-STARRS          |
| 804592 | 2016 AS187               | 7 ottobre 2004    | Spacewatch          |
| 804593 | 2016 AW191               | 13 gennaio 2016   | Mount Lemmon Survey |
| 804594 | 2016 AO200               | 1 gennaio 2016    | Pan-STARRS          |
| 804595 | 2016 AP201               | 3 gennaio 2016    | Pan-STARRS          |
| 804596 | 2016 AA202               | 3 gennaio 2016    | Pan-STARRS          |
| 804597 | 2016 AF202               | 3 gennaio 2016    | Pan-STARRS          |
| 804598 | 2016 AP202               | 3 gennaio 2016    | Pan-STARRS          |
| 804599 | 2016 AN203               | 12 novembre 2006  | Mount Lemmon Survey |
| 804600 | 2016 AS204               | 21 novembre 2015  | Mount Lemmon Survey |

## 804601–804700
| Nome   | Designazione provvisoria | Data di scoperta  | Scopritore                      |
| ------ | ------------------------ | ----------------- | ------------------------------- |
| 804601 | 2016 AN205               | 12 marzo 2007     | Mount Lemmon Survey             |
| 804602 | 2016 AO205               | 4 gennaio 2016    | Pan-STARRS                      |
| 804603 | 2016 AC206               | 7 gennaio 2016    | Pan-STARRS                      |
| 804604 | 2016 AZ206               | 23 agosto 2014    | Pan-STARRS                      |
| 804605 | 2016 AP207               | 7 gennaio 2016    | Pan-STARRS                      |
| 804606 | 2016 AE208               | 2 novembre 2010   | Mount Lemmon Survey             |
| 804607 | 2016 AQ208               | 8 gennaio 2016    | Pan-STARRS                      |
| 804608 | 2016 AW208               | 8 gennaio 2016    | Pan-STARRS                      |
| 804609 | 2016 AQ209               | 8 gennaio 2016    | Pan-STARRS                      |
| 804610 | 2016 AR209               | 13 maggio 2011    | M. Schwartz, P. R. Holvorcem    |
| 804611 | 2016 AV209               | 8 gennaio 2016    | Pan-STARRS                      |
| 804612 | 2016 AB210               | 8 gennaio 2016    | Pan-STARRS                      |
| 804613 | 2016 AA211               | 9 gennaio 2016    | Pan-STARRS                      |
| 804614 | 2016 AS211               | 11 gennaio 2016   | Pan-STARRS                      |
| 804615 | 2016 AD212               | 12 gennaio 2016   | Pan-STARRS                      |
| 804616 | 2016 AK212               | 1 luglio 2005     | NEAT                            |
| 804617 | 2016 AF213               | 17 febbraio 2007  | Mount Lemmon Survey             |
| 804618 | 2016 AZ213               | 14 gennaio 2016   | Pan-STARRS                      |
| 804619 | 2016 AJ214               | 14 gennaio 2016   | Pan-STARRS                      |
| 804620 | 2016 AE218               | 11 settembre 2010 | Mount Lemmon Survey             |
| 804621 | 2016 AM218               | 3 gennaio 2016    | Pan-STARRS                      |
| 804622 | 2016 AA219               | 1 ottobre 2005    | Mount Lemmon Survey             |
| 804623 | 2016 AX219               | 4 gennaio 2016    | Pan-STARRS                      |
| 804624 | 2016 AX220               | 3 gennaio 2016    | Pan-STARRS                      |
| 804625 | 2016 AQ222               | 6 febbraio 2007   | Mount Lemmon Survey             |
| 804626 | 2016 AB226               | 27 febbraio 2012  | Pan-STARRS                      |
| 804627 | 2016 AV226               | 3 maggio 2008     | Mount Lemmon Survey             |
| 804628 | 2016 AZ226               | 12 gennaio 2016   | Pan-STARRS                      |
| 804629 | 2016 AH227               | 14 gennaio 2016   | Pan-STARRS                      |
| 804630 | 2016 AN230               | 14 gennaio 2016   | Pan-STARRS                      |
| 804631 | 2016 AR230               | 15 gennaio 2016   | Pan-STARRS                      |
| 804632 | 2016 AH231               | 16 ottobre 2009   | Mount Lemmon Survey             |
| 804633 | 2016 AU233               | 10 dicembre 2009  | Mount Lemmon Survey             |
| 804634 | 2016 AX233               | 30 gennaio 2011   | Pan-STARRS                      |
| 804635 | 2016 AD234               | 4 gennaio 2016    | Pan-STARRS                      |
| 804636 | 2016 AK234               | 7 gennaio 2016    | Pan-STARRS                      |
| 804637 | 2016 AG235               | 28 ottobre 2014   | Pan-STARRS                      |
| 804638 | 2016 AT235               | 8 febbraio 2011   | Mount Lemmon Survey             |
| 804639 | 2016 AD236               | 29 ottobre 2014   | Pan-STARRS                      |
| 804640 | 2016 AQ239               | 18 marzo 2012     | A. Szing                        |
| 804641 | 2016 AV239               | 2 gennaio 2016    | Pan-STARRS                      |
| 804642 | 2016 AH241               | 24 febbraio 2012  | Pan-STARRS                      |
| 804643 | 2016 AQ242               | 3 febbraio 2012   | Pan-STARRS                      |
| 804644 | 2016 AQ243               | 3 febbraio 2012   | Pan-STARRS                      |
| 804645 | 2016 AD244               | 1 aprile 2008     | Spacewatch                      |
| 804646 | 2016 AE244               | 19 gennaio 2012   | Pan-STARRS                      |
| 804647 | 2016 AO244               | 13 marzo 2012     | Mount Lemmon Survey             |
| 804648 | 2016 AO248               | 28 ottobre 2014   | Pan-STARRS                      |
| 804649 | 2016 AB249               | 22 ottobre 2006   | Spacewatch                      |
| 804650 | 2016 AM249               | 4 gennaio 2016    | Pan-STARRS                      |
| 804651 | 2016 AN249               | 24 ottobre 2003   | L. H. Wasserman, D. E. Trilling |
| 804652 | 2016 AJ250               | 4 settembre 2014  | Pan-STARRS                      |
| 804653 | 2016 AN250               | 21 febbraio 2012  | Mount Lemmon Survey             |
| 804654 | 2016 AB252               | 27 marzo 2012     | Mount Lemmon Survey             |
| 804655 | 2016 AZ252               | 17 agosto 2013    | Pan-STARRS                      |
| 804656 | 2016 AE254               | 7 gennaio 2016    | Pan-STARRS                      |
| 804657 | 2016 AR254               | 7 gennaio 2016    | Pan-STARRS                      |
| 804658 | 2016 AN256               | 7 gennaio 2016    | Pan-STARRS                      |
| 804659 | 2016 AR256               | 7 gennaio 2016    | Pan-STARRS                      |
| 804660 | 2016 AC259               | 20 novembre 2014  | Pan-STARRS                      |
| 804661 | 2016 AX259               | 8 gennaio 2016    | Pan-STARRS                      |
| 804662 | 2016 AC260               | 8 gennaio 2016    | Pan-STARRS                      |
| 804663 | 2016 AP260               | 8 gennaio 2016    | Pan-STARRS                      |
| 804664 | 2016 AN261               | 12 aprile 2005    | Mount Lemmon Survey             |
| 804665 | 2016 AY263               | 23 febbraio 2012  | Mount Lemmon Survey             |
| 804666 | 2016 AC264               | 9 gennaio 2016    | Pan-STARRS                      |
| 804667 | 2016 AU265               | 30 ottobre 2014   | Mount Lemmon Survey             |
| 804668 | 2016 AR266               | 9 gennaio 2016    | Pan-STARRS                      |
| 804669 | 2016 AD267               | 11 gennaio 2016   | Pan-STARRS                      |
| 804670 | 2016 AS267               | 15 luglio 2013    | Pan-STARRS                      |
| 804671 | 2016 AO268               | 8 febbraio 2011   | Mount Lemmon Survey             |
| 804672 | 2016 AD269               | 12 gennaio 2016   | Pan-STARRS                      |
| 804673 | 2016 AE270               | 15 febbraio 2012  | Pan-STARRS                      |
| 804674 | 2016 AC273               | 16 marzo 2012     | Pan-STARRS                      |
| 804675 | 2016 AV274               | 14 gennaio 2011   | Mount Lemmon Survey             |
| 804676 | 2016 AX275               | 15 luglio 2013    | Pan-STARRS                      |
| 804677 | 2016 AX276               | 15 gennaio 2016   | Pan-STARRS                      |
| 804678 | 2016 AF277               | 15 gennaio 2016   | Pan-STARRS                      |
| 804679 | 2016 AP277               | 15 gennaio 2016   | Pan-STARRS                      |
| 804680 | 2016 AZ277               | 15 gennaio 2016   | Pan-STARRS                      |
| 804681 | 2016 AP278               | 4 gennaio 2016    | Pan-STARRS                      |
| 804682 | 2016 AU278               | 12 gennaio 2016   | Spacewatch                      |
| 804683 | 2016 AS279               | 3 gennaio 2016    | Pan-STARRS                      |
| 804684 | 2016 AB280               | 12 gennaio 2016   | Pan-STARRS                      |
| 804685 | 2016 AJ280               | 8 gennaio 2016    | Pan-STARRS                      |
| 804686 | 2016 AR280               | 4 gennaio 2016    | Pan-STARRS                      |
| 804687 | 2016 AU280               | 4 gennaio 2016    | Pan-STARRS                      |
| 804688 | 2016 AB281               | 14 gennaio 2016   | Pan-STARRS                      |
| 804689 | 2016 AQ281               | 8 gennaio 2016    | Pan-STARRS                      |
| 804690 | 2016 AN282               | 13 gennaio 2016   | Pan-STARRS                      |
| 804691 | 2016 AB285               | 7 gennaio 2016    | Pan-STARRS                      |
| 804692 | 2016 AW285               | 8 gennaio 2016    | Pan-STARRS                      |
| 804693 | 2016 AA286               | 14 gennaio 2016   | Pan-STARRS                      |
| 804694 | 2016 AB286               | 4 gennaio 2016    | Pan-STARRS                      |
| 804695 | 2016 AD287               | 7 gennaio 2016    | ESA OGS                         |
| 804696 | 2016 AP289               | 9 gennaio 2016    | Pan-STARRS                      |
| 804697 | 2016 AQ290               | 20 maggio 2018    | Pan-STARRS                      |
| 804698 | 2016 AA291               | 9 gennaio 2016    | Pan-STARRS                      |
| 804699 | 2016 AY292               | 1 gennaio 2016    | Pan-STARRS                      |
| 804700 | 2016 AC293               | 4 gennaio 2016    | Pan-STARRS                      |

## 804701–804800
| Nome   | Designazione provvisoria | Data di scoperta  | Scopritore          |
| ------ | ------------------------ | ----------------- | ------------------- |
| 804701 | 2016 AE293               | 4 gennaio 2016    | Pan-STARRS          |
| 804702 | 2016 AR294               | 2 gennaio 2016    | Pan-STARRS          |
| 804703 | 2016 AW295               | 12 gennaio 2016   | Pan-STARRS          |
| 804704 | 2016 AE296               | 4 gennaio 2016    | Pan-STARRS          |
| 804705 | 2016 AH296               | 17 dicembre 1999  | Spacewatch          |
| 804706 | 2016 AB297               | 2 gennaio 2016    | Pan-STARRS          |
| 804707 | 2016 AM297               | 7 gennaio 2016    | Pan-STARRS          |
| 804708 | 2016 AQ298               | 13 gennaio 2016   | Pan-STARRS          |
| 804709 | 2016 AG299               | 3 gennaio 2016    | Pan-STARRS          |
| 804710 | 2016 AU299               | 8 gennaio 2016    | Pan-STARRS          |
| 804711 | 2016 AK301               | 7 gennaio 2016    | Pan-STARRS          |
| 804712 | 2016 AQ301               | 14 gennaio 2016   | Pan-STARRS          |
| 804713 | 2016 AX301               | 13 gennaio 2016   | Spacewatch          |
| 804714 | 2016 AL302               | 4 gennaio 2016    | Pan-STARRS          |
| 804715 | 2016 AW303               | 1 gennaio 2016    | Mount Lemmon Survey |
| 804716 | 2016 AY305               | 8 gennaio 2016    | Pan-STARRS          |
| 804717 | 2016 AZ305               | 14 gennaio 2016   | Pan-STARRS          |
| 804718 | 2016 AC306               | 15 gennaio 2016   | Mount Lemmon Survey |
| 804719 | 2016 AZ306               | 14 gennaio 2016   | Pan-STARRS          |
| 804720 | 2016 AD308               | 14 gennaio 2016   | Pan-STARRS          |
| 804721 | 2016 AA309               | 9 gennaio 2016    | Pan-STARRS          |
| 804722 | 2016 AW312               | 13 gennaio 2016   | Pan-STARRS          |
| 804723 | 2016 AA313               | 3 gennaio 2016    | Pan-STARRS          |
| 804724 | 2016 AY313               | 14 gennaio 2016   | Pan-STARRS          |
| 804725 | 2016 AE314               | 2 gennaio 2016    | Mount Lemmon Survey |
| 804726 | 2016 AY315               | 9 gennaio 2016    | Pan-STARRS          |
| 804727 | 2016 AD316               | 4 gennaio 2016    | Pan-STARRS          |
| 804728 | 2016 AQ316               | 3 gennaio 2016    | Pan-STARRS          |
| 804729 | 2016 AO317               | 4 gennaio 2016    | Pan-STARRS          |
| 804730 | 2016 AW321               | 12 gennaio 2016   | Pan-STARRS          |
| 804731 | 2016 AR322               | 14 gennaio 2016   | Mount Lemmon Survey |
| 804732 | 2016 AA323               | 12 gennaio 2016   | Pan-STARRS          |
| 804733 | 2016 AF324               | 3 gennaio 2016    | Pan-STARRS          |
| 804734 | 2016 AB328               | 3 gennaio 2016    | Pan-STARRS          |
| 804735 | 2016 AT330               | 8 gennaio 2016    | Pan-STARRS          |
| 804736 | 2016 AE332               | 3 gennaio 2016    | Mount Lemmon Survey |
| 804737 | 2016 AN332               | 4 gennaio 2016    | Pan-STARRS          |
| 804738 | 2016 AO334               | 11 gennaio 2016   | Pan-STARRS          |
| 804739 | 2016 AC335               | 8 gennaio 2016    | Pan-STARRS          |
| 804740 | 2016 AK335               | 3 gennaio 2016    | Mount Lemmon Survey |
| 804741 | 2016 AU335               | 12 gennaio 2016   | Pan-STARRS          |
| 804742 | 2016 AW335               | 14 gennaio 2016   | Pan-STARRS          |
| 804743 | 2016 AF338               | 14 gennaio 2016   | Pan-STARRS          |
| 804744 | 2016 AN338               | 4 gennaio 2016    | Pan-STARRS          |
| 804745 | 2016 AL339               | 7 gennaio 2016    | Pan-STARRS          |
| 804746 | 2016 AO339               | 11 gennaio 2016   | Pan-STARRS          |
| 804747 | 2016 AA340               | 4 gennaio 2016    | Pan-STARRS          |
| 804748 | 2016 AH340               | 12 gennaio 2016   | Pan-STARRS          |
| 804749 | 2016 AK340               | 7 gennaio 2016    | Pan-STARRS          |
| 804750 | 2016 AN340               | 4 gennaio 2016    | Pan-STARRS          |
| 804751 | 2016 AH341               | 14 gennaio 2016   | Pan-STARRS          |
| 804752 | 2016 AM341               | 2 gennaio 2016    | Spacewatch          |
| 804753 | 2016 AQ341               | 4 gennaio 2016    | Pan-STARRS          |
| 804754 | 2016 AS341               | 11 gennaio 2016   | Pan-STARRS          |
| 804755 | 2016 AT341               | 3 gennaio 2016    | Pan-STARRS          |
| 804756 | 2016 AV341               | 12 gennaio 2016   | Pan-STARRS          |
| 804757 | 2016 AW341               | 9 gennaio 2016    | Pan-STARRS          |
| 804758 | 2016 AZ341               | 12 gennaio 2016   | Pan-STARRS          |
| 804759 | 2016 AB342               | 4 gennaio 2016    | Pan-STARRS          |
| 804760 | 2016 AC342               | 14 gennaio 2016   | Pan-STARRS          |
| 804761 | 2016 AS343               | 2 gennaio 2016    | Mount Lemmon Survey |
| 804762 | 2016 AB346               | 11 gennaio 2016   | Pan-STARRS          |
| 804763 | 2016 AS347               | 12 gennaio 2016   | Pan-STARRS          |
| 804764 | 2016 AV347               | 7 gennaio 2016    | Pan-STARRS          |
| 804765 | 2016 AL348               | 14 gennaio 2016   | Pan-STARRS          |
| 804766 | 2016 AV348               | 14 gennaio 2016   | Pan-STARRS          |
| 804767 | 2016 AW348               | 4 gennaio 2016    | Pan-STARRS          |
| 804768 | 2016 AF349               | 8 gennaio 2016    | Pan-STARRS          |
| 804769 | 2016 AD350               | 8 gennaio 2016    | Pan-STARRS          |
| 804770 | 2016 AF350               | 4 gennaio 2016    | Pan-STARRS          |
| 804771 | 2016 AQ350               | 14 gennaio 2016   | Pan-STARRS          |
| 804772 | 2016 AO351               | 14 gennaio 2016   | Pan-STARRS          |
| 804773 | 2016 AR352               | 12 gennaio 2016   | Pan-STARRS          |
| 804774 | 2016 AA356               | 7 gennaio 2016    | Pan-STARRS          |
| 804775 | 2016 AG356               | 12 gennaio 2016   | Pan-STARRS          |
| 804776 | 2016 AB357               | 14 gennaio 2016   | Pan-STARRS          |
| 804777 | 2016 AG357               | 4 gennaio 2016    | Pan-STARRS          |
| 804778 | 2016 AX357               | 28 marzo 2012     | Mount Lemmon Survey |
| 804779 | 2016 AM359               | 3 gennaio 2016    | Pan-STARRS          |
| 804780 | 2016 AY360               | 14 gennaio 2016   | Pan-STARRS          |
| 804781 | 2016 AE361               | 12 gennaio 2016   | Pan-STARRS          |
| 804782 | 2016 AJ362               | 9 gennaio 2016    | Pan-STARRS          |
| 804783 | 2016 AL362               | 19 gennaio 2005   | Spacewatch          |
| 804784 | 2016 AT364               | 20 settembre 2014 | Pan-STARRS          |
| 804785 | 2016 AX364               | 14 gennaio 2016   | Pan-STARRS          |
| 804786 | 2016 AB365               | 4 gennaio 2016    | Pan-STARRS          |
| 804787 | 2016 AO366               | 7 gennaio 2016    | Pan-STARRS          |
| 804788 | 2016 AM367               | 9 ottobre 2005    | Spacewatch          |
| 804789 | 2016 AO367               | 4 gennaio 2016    | Pan-STARRS          |
| 804790 | 2016 AS367               | 13 gennaio 2016   | Pan-STARRS          |
| 804791 | 2016 AV368               | 4 gennaio 2016    | Pan-STARRS          |
| 804792 | 2016 AF370               | 5 gennaio 2016    | Pan-STARRS          |
| 804793 | 2016 AW371               | 4 gennaio 2016    | Pan-STARRS          |
| 804794 | 2016 AG373               | 11 gennaio 2016   | Pan-STARRS          |
| 804795 | 2016 AO373               | 14 gennaio 2016   | Pan-STARRS          |
| 804796 | 2016 AV379               | 13 gennaio 2016   | Mount Lemmon Survey |
| 804797 | 2016 AH384               | 11 gennaio 2016   | Pan-STARRS          |
| 804798 | 2016 AD387               | 9 gennaio 2016    | Pan-STARRS          |
| 804799 | 2016 AH388               | 5 febbraio 2011   | Pan-STARRS          |
| 804800 | 2016 AK389               | 4 gennaio 2016    | Pan-STARRS          |

## 804801–804900
| Nome   | Designazione provvisoria | Data di scoperta | Scopritore          |
| ------ | ------------------------ | ---------------- | ------------------- |
| 804801 | 2016 BA                  | 15 agosto 2002   | NEAT                |
| 804802 | 2016 BP4                 | 4 gennaio 2016   | Pan-STARRS          |
| 804803 | 2016 BE11                | 18 gennaio 2016  | Pan-STARRS          |
| 804804 | 2016 BA17                | 3 gennaio 2016   | Pan-STARRS          |
| 804805 | 2016 BW19                | 7 gennaio 2016   | Pan-STARRS          |
| 804806 | 2016 BN22                | 4 aprile 2008    | Spacewatch          |
| 804807 | 2016 BM24                | 3 gennaio 2016   | Mount Lemmon Survey |
| 804808 | 2016 BN24                | 24 dicembre 2015 | Pan-STARRS          |
| 804809 | 2016 BZ28                | 7 gennaio 2016   | Pan-STARRS          |
| 804810 | 2016 BT29                | 4 gennaio 2016   | Pan-STARRS          |
| 804811 | 2016 BK33                | 29 gennaio 2016  | Mount Lemmon Survey |
| 804812 | 2016 BU34                | 7 gennaio 2016   | Pan-STARRS          |
| 804813 | 2016 BX34                | 7 gennaio 2016   | Pan-STARRS          |
| 804814 | 2016 BG40                | 29 gennaio 2016  | Mount Lemmon Survey |
| 804815 | 2016 BU40                | 22 marzo 2012    | Mount Lemmon Survey |
| 804816 | 2016 BJ42                | 29 gennaio 2016  | Mount Lemmon Survey |
| 804817 | 2016 BT42                | 24 novembre 2006 | Mount Lemmon Survey |
| 804818 | 2016 BJ43                | 1 marzo 2011     | Mount Lemmon Survey |
| 804819 | 2016 BT43                | 11 gennaio 2008  | Spacewatch          |
| 804820 | 2016 BY46                | 15 gennaio 2016  | Pan-STARRS          |
| 804821 | 2016 BF47                | 28 gennaio 2016  | Mount Lemmon Survey |
| 804822 | 2016 BO47                | 7 gennaio 2016   | Pan-STARRS          |
| 804823 | 2016 BR49                | 4 febbraio 2012  | Pan-STARRS          |
| 804824 | 2016 BK50                | 4 gennaio 2016   | Pan-STARRS          |
| 804825 | 2016 BV51                | 16 febbraio 2012 | Pan-STARRS          |
| 804826 | 2016 BD52                | 30 gennaio 2016  | Mount Lemmon Survey |
| 804827 | 2016 BT52                | 1 marzo 2012     | Mount Lemmon Survey |
| 804828 | 2016 BH54                | 3 gennaio 2016   | Mount Lemmon Survey |
| 804829 | 2016 BU54                | 11 gennaio 2008  | Mount Lemmon Survey |
| 804830 | 2016 BK66                | 17 dicembre 2015 | Mount Lemmon Survey |
| 804831 | 2016 BG67                | 1 novembre 2010  | Mount Lemmon Survey |
| 804832 | 2016 BU71                | 31 gennaio 2016  | Pan-STARRS          |
| 804833 | 2016 BT72                | 19 gennaio 2012  | Mount Lemmon Survey |
| 804834 | 2016 BE74                | 23 maggio 2012   | Mount Lemmon Survey |
| 804835 | 2016 BF76                | 3 agosto 2014    | Pan-STARRS          |
| 804836 | 2016 BZ78                | 31 gennaio 2016  | Pan-STARRS          |
| 804837 | 2016 BP79                | 5 gennaio 2012   | Pan-STARRS          |
| 804838 | 2016 BQ79                | 27 novembre 2010 | Mount Lemmon Survey |
| 804839 | 2016 BH80                | 4 marzo 2012     | Mount Lemmon Survey |
| 804840 | 2016 BO80                | 4 dicembre 2015  | Mount Lemmon Survey |
| 804841 | 2016 BX80                | 31 gennaio 2016  | Pan-STARRS          |
| 804842 | 2016 BZ83                | 16 gennaio 2016  | Pan-STARRS          |
| 804843 | 2016 BP84                | 17 gennaio 2016  | Pan-STARRS          |
| 804844 | 2016 BD85                | 9 aprile 2003    | NEAT                |
| 804845 | 2016 BE85                | 17 gennaio 2016  | Pan-STARRS          |
| 804846 | 2016 BB86                | 18 gennaio 2016  | Pan-STARRS          |
| 804847 | 2016 BB90                | 11 aprile 2012   | Mount Lemmon Survey |
| 804848 | 2016 BW90                | 23 febbraio 2012 | Mount Lemmon Survey |
| 804849 | 2016 BQ91                | 30 gennaio 2016  | Mount Lemmon Survey |
| 804850 | 2016 BV91                | 31 gennaio 2016  | Pan-STARRS          |
| 804851 | 2016 BK92                | 11 dicembre 2014 | Mount Lemmon Survey |
| 804852 | 2016 BB94                | 17 novembre 2014 | Pan-STARRS          |
| 804853 | 2016 BH94                | 3 marzo 2012     | Spacewatch          |
| 804854 | 2016 BK94                | 1 febbraio 2012  | Spacewatch          |
| 804855 | 2016 BO94                | 23 febbraio 2012 | Mount Lemmon Survey |
| 804856 | 2016 BS94                | 13 aprile 2012   | Pan-STARRS          |
| 804857 | 2016 BP96                | 1 novembre 2010  | Mount Lemmon Survey |
| 804858 | 2016 BZ96                | 28 novembre 2010 | Mount Lemmon Survey |
| 804859 | 2016 BV97                | 24 marzo 2012    | Mount Lemmon Survey |
| 804860 | 2016 BW99                | 29 ottobre 2014  | Pan-STARRS          |
| 804861 | 2016 BK100               | 24 aprile 2012   | Mount Lemmon Survey |
| 804862 | 2016 BX100               | 10 gennaio 2011  | Mount Lemmon Survey |
| 804863 | 2016 BH102               | 19 gennaio 2016  | Pan-STARRS          |
| 804864 | 2016 BJ104               | 1 aprile 2012    | Pan-STARRS          |
| 804865 | 2016 BN104               | 31 gennaio 2016  | Pan-STARRS          |
| 804866 | 2016 BM106               | 17 gennaio 2016  | Pan-STARRS          |
| 804867 | 2016 BZ106               | 19 gennaio 2016  | Pan-STARRS          |
| 804868 | 2016 BK107               | 31 gennaio 2016  | Pan-STARRS          |
| 804869 | 2016 BO107               | 28 gennaio 2016  | Pan-STARRS          |
| 804870 | 2016 BM109               | 20 gennaio 2016  | Pan-STARRS          |
| 804871 | 2016 BO109               | 30 gennaio 2016  | Pan-STARRS          |
| 804872 | 2016 BG110               | 30 gennaio 2016  | Pan-STARRS          |
| 804873 | 2016 BF111               | 20 gennaio 2016  | Pan-STARRS          |
| 804874 | 2016 BL111               | 27 gennaio 2016  | Pan-STARRS          |
| 804875 | 2016 BZ111               | 18 gennaio 2016  | Pan-STARRS          |
| 804876 | 2016 BG112               | 18 gennaio 2016  | Mount Lemmon Survey |
| 804877 | 2016 BH113               | 29 gennaio 2016  | Pan-STARRS          |
| 804878 | 2016 BS113               | 31 gennaio 2016  | Pan-STARRS          |
| 804879 | 2016 BJ114               | 30 gennaio 2016  | Mount Lemmon Survey |
| 804880 | 2016 BY116               | 29 gennaio 2016  | Mount Lemmon Survey |
| 804881 | 2016 BA117               | 29 gennaio 2016  | Mount Lemmon Survey |
| 804882 | 2016 BS117               | 29 gennaio 2016  | Mount Lemmon Survey |
| 804883 | 2016 BT117               | 31 gennaio 2016  | Pan-STARRS          |
| 804884 | 2016 BG119               | 31 gennaio 2016  | Pan-STARRS          |
| 804885 | 2016 BL122               | 18 gennaio 2016  | Pan-STARRS          |
| 804886 | 2016 BD124               | 16 gennaio 2016  | Pan-STARRS          |
| 804887 | 2016 BY124               | 18 gennaio 2016  | Mount Lemmon Survey |
| 804888 | 2016 BP125               | 17 gennaio 2016  | Pan-STARRS          |
| 804889 | 2016 BU125               | 29 gennaio 2016  | Mount Lemmon Survey |
| 804890 | 2016 BJ126               | 28 gennaio 2016  | Mount Lemmon Survey |
| 804891 | 2016 BL126               | 30 gennaio 2016  | Mount Lemmon Survey |
| 804892 | 2016 BP126               | 17 gennaio 2016  | Pan-STARRS          |
| 804893 | 2016 BB127               | 31 gennaio 2016  | Pan-STARRS          |
| 804894 | 2016 BN127               | 16 gennaio 2016  | Pan-STARRS          |
| 804895 | 2016 BG128               | 17 gennaio 2016  | Pan-STARRS          |
| 804896 | 2016 BW128               | 17 gennaio 2016  | Pan-STARRS          |
| 804897 | 2016 BD129               | 31 gennaio 2016  | Pan-STARRS          |
| 804898 | 2016 BM131               | 22 novembre 2014 | Pan-STARRS          |
| 804899 | 2016 BN131               | 30 gennaio 2016  | Mount Lemmon Survey |
| 804900 | 2016 BP134               | 24 novembre 2014 | Pan-STARRS          |

## 804901–805000
| Nome   | Designazione provvisoria | Data di scoperta | Scopritore          |
| ------ | ------------------------ | ---------------- | ------------------- |
| 804901 | 2016 BQ134               | 17 gennaio 2016  | Pan-STARRS          |
| 804902 | 2016 BF135               | 19 gennaio 2016  | Mount Lemmon Survey |
| 804903 | 2016 BR135               | 16 gennaio 2016  | Pan-STARRS          |
| 804904 | 2016 BQ137               | 21 ottobre 2006  | Mount Lemmon Survey |
| 804905 | 2016 BV140               | 17 gennaio 2016  | Pan-STARRS          |
| 804906 | 2016 BZ140               | 31 gennaio 2016  | Pan-STARRS          |
| 804907 | 2016 BJ141               | 19 gennaio 2016  | Mount Lemmon Survey |
| 804908 | 2016 BO142               | 30 gennaio 2016  | Mount Lemmon Survey |
| 804909 | 2016 BL144               | 2 ottobre 2014   | Pan-STARRS          |
| 804910 | 2016 BN146               | 30 gennaio 2016  | Mount Lemmon Survey |
| 804911 | 2016 CF6                 | 15 gennaio 2016  | Pan-STARRS          |
| 804912 | 2016 CF8                 | 1 febbraio 2016  | Pan-STARRS          |
| 804913 | 2016 CA11                | 4 gennaio 2016   | Pan-STARRS          |
| 804914 | 2016 CA13                | 10 dicembre 2006 | Spacewatch          |
| 804915 | 2016 CG14                | 1 febbraio 2016  | Pan-STARRS          |
| 804916 | 2016 CJ16                | 15 novembre 2014 | R. Holmes           |
| 804917 | 2016 CC17                | 16 febbraio 2012 | Pan-STARRS          |
| 804918 | 2016 CN17                | 8 gennaio 2016   | Pan-STARRS          |
| 804919 | 2016 CC19                | 4 gennaio 2016   | Pan-STARRS          |
| 804920 | 2016 CN20                | 1 febbraio 2016  | Pan-STARRS          |
| 804921 | 2016 CV21                | 1 febbraio 2016  | Pan-STARRS          |
| 804922 | 2016 CA22                | 27 febbraio 2012 | Pan-STARRS          |
| 804923 | 2016 CF22                | 17 gennaio 2016  | Pan-STARRS          |
| 804924 | 2016 CW22                | 1 novembre 2010  | Mount Lemmon Survey |
| 804925 | 2016 CH25                | 1 gennaio 2016   | Mount Lemmon Survey |
| 804926 | 2016 CP29                | 27 maggio 2012   | Mount Lemmon Survey |
| 804927 | 2016 CB38                | 18 gennaio 2016  | Pan-STARRS          |
| 804928 | 2016 CT38                | 31 gennaio 2016  | Pan-STARRS          |
| 804929 | 2016 CZ38                | 31 gennaio 2016  | Pan-STARRS          |
| 804930 | 2016 CE39                | 25 luglio 2014   | Pan-STARRS          |
| 804931 | 2016 CY40                | 28 luglio 2014   | Pan-STARRS          |
| 804932 | 2016 CA42                | 7 gennaio 2016   | Pan-STARRS          |
| 804933 | 2016 CE42                | 3 febbraio 2016  | Pan-STARRS          |
| 804934 | 2016 CU45                | 26 ottobre 2001  | Spacewatch          |
| 804935 | 2016 CV45                | 3 febbraio 2016  | Pan-STARRS          |
| 804936 | 2016 CQ50                | 3 febbraio 2016  | Pan-STARRS          |
| 804937 | 2016 CD51                | 3 febbraio 2016  | Pan-STARRS          |
| 804938 | 2016 CN51                | 14 gennaio 2016  | Pan-STARRS          |
| 804939 | 2016 CF52                | 3 febbraio 2016  | Pan-STARRS          |
| 804940 | 2016 CM53                | 10 novembre 2013 | Mount Lemmon Survey |
| 804941 | 2016 CM54                | 3 maggio 2008    | Mount Lemmon Survey |
| 804942 | 2016 CF57                | 30 aprile 2008   | Mount Lemmon Survey |
| 804943 | 2016 CL58                | 12 novembre 2010 | Spacewatch          |
| 804944 | 2016 CH59                | 26 febbraio 2012 | Spacewatch          |
| 804945 | 2016 CS60                | 3 febbraio 2016  | Pan-STARRS          |
| 804946 | 2016 CV60                | 16 marzo 2012    | Spacewatch          |
| 804947 | 2016 CB61                | 23 novembre 2014 | Pan-STARRS          |
| 804948 | 2016 CD63                | 9 gennaio 2016   | Pan-STARRS          |
| 804949 | 2016 CQ63                | 24 febbraio 2012 | Mount Lemmon Survey |
| 804950 | 2016 CZ63                | 1 maggio 2008    | Spacewatch          |
| 804951 | 2016 CW64                | 3 febbraio 2016  | Pan-STARRS          |
| 804952 | 2016 CB66                | 3 gennaio 2016   | Pan-STARRS          |
| 804953 | 2016 CE66                | 3 febbraio 2016  | Pan-STARRS          |
| 804954 | 2016 CG68                | 2 ottobre 2014   | Pan-STARRS          |
| 804955 | 2016 CK68                | 26 marzo 2012    | K. Sárneczky        |
| 804956 | 2016 CE69                | 3 febbraio 2016  | Pan-STARRS          |
| 804957 | 2016 CU69                | 3 febbraio 2016  | Pan-STARRS          |
| 804958 | 2016 CM71                | 18 gennaio 2016  | Pan-STARRS          |
| 804959 | 2016 CK73                | 13 gennaio 2016  | Pan-STARRS          |
| 804960 | 2016 CT75                | 21 novembre 2014 | Pan-STARRS          |
| 804961 | 2016 CE77                | 14 luglio 2013   | Pan-STARRS          |
| 804962 | 2016 CW78                | 5 febbraio 2016  | Pan-STARRS          |
| 804963 | 2016 CE82                | 5 febbraio 2016  | Pan-STARRS          |
| 804964 | 2016 CZ90                | 28 novembre 2014 | Pan-STARRS          |
| 804965 | 2016 CF91                | 3 dicembre 2010  | Mount Lemmon Survey |
| 804966 | 2016 CR93                | 9 aprile 2008    | Spacewatch          |
| 804967 | 2016 CY93                | 21 novembre 2014 | Pan-STARRS          |
| 804968 | 2016 CJ94                | 4 gennaio 2016   | Pan-STARRS          |
| 804969 | 2016 CY96                | 21 febbraio 2012 | Spacewatch          |
| 804970 | 2016 CW98                | 5 febbraio 2016  | Pan-STARRS          |
| 804971 | 2016 CF99                | 21 febbraio 2012 | Spacewatch          |
| 804972 | 2016 CR100               | 5 febbraio 2016  | Pan-STARRS          |
| 804973 | 2016 CY100               | 22 agosto 2014   | Pan-STARRS          |
| 804974 | 2016 CV103               | 30 ottobre 2014  | Pan-STARRS          |
| 804975 | 2016 CX103               | 16 gennaio 2016  | Pan-STARRS          |
| 804976 | 2016 CC104               | 12 agosto 2013   | Pan-STARRS          |
| 804977 | 2016 CF107               | 4 gennaio 2016   | Pan-STARRS          |
| 804978 | 2016 CU108               | 1 settembre 2013 | Pan-STARRS          |
| 804979 | 2016 CQ109               | 4 gennaio 2016   | Pan-STARRS          |
| 804980 | 2016 CA110               | 20 giugno 2013   | Pan-STARRS          |
| 804981 | 2016 CF111               | 5 febbraio 2016  | Pan-STARRS          |
| 804982 | 2016 CR111               | 9 dicembre 2015  | Pan-STARRS          |
| 804983 | 2016 CO112               | 5 febbraio 2016  | Pan-STARRS          |
| 804984 | 2016 CF115               | 16 novembre 2006 | Spacewatch          |
| 804985 | 2016 CH117               | 14 gennaio 2016  | Pan-STARRS          |
| 804986 | 2016 CM117               | 1 ottobre 2008   | Spacewatch          |
| 804987 | 2016 CY121               | 15 novembre 2014 | Mount Lemmon Survey |
| 804988 | 2016 CA124               | 17 gennaio 2016  | Pan-STARRS          |
| 804989 | 2016 CQ125               | 15 agosto 2013   | Pan-STARRS          |
| 804990 | 2016 CV125               | 30 marzo 2012    | Mount Lemmon Survey |
| 804991 | 2016 CK127               | 5 febbraio 2016  | Pan-STARRS          |
| 804992 | 2016 CR127               | 13 aprile 2012   | Pan-STARRS          |
| 804993 | 2016 CO128               | 5 febbraio 2016  | Pan-STARRS          |
| 804994 | 2016 CU130               | 27 gennaio 2007  | Spacewatch          |
| 804995 | 2016 CW130               | 5 febbraio 2016  | Pan-STARRS          |
| 804996 | 2016 CA131               | 8 novembre 2010  | Mount Lemmon Survey |
| 804997 | 2016 CE131               | 5 febbraio 2016  | Pan-STARRS          |
| 804998 | 2016 CZ132               | 5 febbraio 2016  | Pan-STARRS          |
| 804999 | 2016 CJ139               | 6 febbraio 2016  | Mount Lemmon Survey |
| 805000 | 2016 CD147               | 16 gennaio 2016  | Pan-STARRS          |